# Málaga Club de Fútbol (femminile)
Il Málaga Club de Fútbol, meglio noto come Malaga, è una squadra di calcio femminile spagnola, sezione femminile dell'omonimo club con sede nella città andalusa di Malaga.
Il migliore risultato sportivo ottenuto dalla squadra, ancora denominata Atlético Málaga, fu il double campionato-Coppa della Regina al termine della stagione 1997-1998, mentre come sezione femminile del Málaga CF fu il quindicesimo posto in Primera División 2018-2019.
Nella stagione 2019-2020 disputa la Primera División B Femenina de España, il ridenominato nuovo secondo livello del campionato spagnolo femminile di calcio.

## Palmarès
- Campionato spagnolo: 1

1997-1998 (come Atlético Málaga)
- Campionato spagnolo di seconda divisione: 3

2006-2007, 2007-2008 (come Atlético Málaga)
2017-2018
- Coppa della Regina: 1

1998 (come Atlético Málaga)

## Organico

### Rosa 2019-2020
Rosa, ruoli e numeri di maglia tratti dal sito ufficiale e aggiornati al 30 luglio 2019.
| N. |                   | Ruolo | Calciatrice      |
| -- | ----------------- | ----- | ---------------- |
| 3  | Spagna (bandiera) | D     | Cristina Postigo |
| 5  | Spagna (bandiera) | D     | Encarni          |
| 7  | Spagna (bandiera) | A     | María Ruiz       |
| 10 | Spagna (bandiera) | A     | A. Martín        |
| 11 | Spagna (bandiera) | C     | Pamela González  |
| 14 | Spagna (bandiera) | C     | Raquel G.        |
| 15 | Spagna (bandiera) | D     | Ruth             |

| N. |                   | Ruolo | Calciatrice    |
| -- | ----------------- | ----- | -------------- |
| 24 | Spagna (bandiera) | D     | María Farfán   |
|    | Spagna (bandiera) | P     | Inés Fernández |
|    | Spagna (bandiera) | P     | Noelia Gil     |
|    | Spagna (bandiera) | C     | Ayano          |
|    | Spagna (bandiera) | C     | Claudia García |
|    | Spagna (bandiera) | A     | Carol González |